# كريستيانو ويلمر
كريستيانو ويلمر (بالإسبانية: Wilmer Crisanto)‏ (24 يونيو 1989 هندوراس - ) هو لاعب كرة قدم هندوراسي، يلعب كمدافع.

## روابط خارجية
- كريستيانو ويلمر على موقع الاتحاد الدولي (مؤرشف)  (الإنجليزية)
- كريستيانو ويلمر على موقع قاعدة بيانات كرة القدم.إي يو (الإنجليزية)
- كريستيانو ويلمر على موقع ناشيونال فوتبول تيمز (الإنجليزية)
- كريستيانو ويلمر على موقع Soccerway.com (الإنجليزية)
- كريستيانو ويلمر على موقع أوليمبيديا (الإنجليزية)